# 世界入りにくい居酒屋
世界入りにくい居酒屋（せかい はいりにくい いざかや）とは、NHK BSプレミアムで放送されていた旅行番組・料理番組である。

## 概要
店の雰囲気や立地などで一見の観光客が足を踏み入れにくい、しかし現地の住民からは愛されている居酒屋（BAR、パブ等）を紹介する。2016年のスペシャル企画では「地元民ばかりでディープ」「地元の酒と料理がある」「愛すべき"へべれけ"と店主」を店選びの条件としている。バルブームをきっかけに企画され、番組タイトル案も『世界バル紀行』であった。
2018年にシリーズが終了した後、再編集されたミニ番組「世界の居酒屋10min.」「世界の居酒屋15min.」（ナレーションは武内陶子アナウンサー）として放送され、2025年からシリーズが再開した。

## 放送期間
- Season1：2014年7月9日 - 2015年3月18日
- スペシャル：2015年9月22日
- Season2：2015年10月1日 - 2016年3月16日
- 突撃居酒屋ハンターSP：2016年10月6日
- Season3：2016年10月13日 - 2017年3月23日
- Season4：2017年8月3日 - 2018年3月22日
- フランス特集：2018年9月15日（スーパープレミアム「日仏友好160年 とことんフランス！魅惑の5時間SP」内で3本立て。10月21日 - 11月11日に個別放送）

## 出演者（ナレーション）
毎回、2名がナレーションを担当する。
- いとうあさこ
- 大久保佳代子
- 島崎和歌子[4]
- 安田美沙子
- 南明奈
- 篠田麻里子（Season1-2）
- おのののか（Season2-）
- 光浦靖子（Season2-）
- 椿鬼奴（Season1）
- 藤本美貴（Season1）
- 児嶋一哉（Season4）
- 小峠英二（Season4）
- 八嶋智人（Season5）
- 加藤諒（Season5）
- 山之内すず（Season5）
- 塚地武雅（Season5）
- 森崎ウィン（Season5）
- 鈴木拓（Season5）
- 小木博明（Season5）

## スタッフ
- ナレーション（SP放送）：山崎岳彦
- 撮影：手嶋俊幸、宮川公一郎、桜田仁、辻中伸次
- 音声：姫井信二、岩佐豊
- 映像技術：有田徹二、成田大晃、清野一彦、三善幸子、髙橋憲子
- 編集：土山裕美、柏崎源、有野順平、岸野順平、影山正美、長谷川康友
- 音響効果：木村俊之
- リサーチャー：川島徹子、三縄めぐみ
- 取材：佐藤義幸、末吉珠理
- ディレクター：三浦渉、藤本宏記、日野原竜、佐藤圭輔、北原慎一朗、鈴木亮介、山口智史
- プロデューサー：河瀬大作、村上恵美子
- 制作統括：久保健一、相部任宏、高瀬雅之、齊藤倫雄、中嶋新二
- 制作協力：東京ビデオセンター
- 制作：NHKエデュケーショナル

## 放映リスト

### 突撃居酒屋ハンターSP
3rd Season放送開始を記念した前後編同日放送のスペシャル版。初回放送日は2016年10月6日。出演者自らが現地で「入りにくい居酒屋」を探す。大久保佳代子、おのののか、安田美沙子、南明奈、いとうあさこがスタジオ出演。大久保がプラハ（チェコ）に、おのがプサン（韓国）を訪ねた。

## 書籍
- 『世界入りにくい居酒屋 異国の絶品グルメ図鑑』（2016年、パルコ出版）ISBN 978-4865061598